# Таяма, Катай
Катай Таяма (настоящее имя Рокуя Таяма; 13 декабря 1871, Татэхаяси, префектура Гумма — 13 мая 1930, Токио) — японский писатель. Считается одним из родоначальников натуралистических «эго-романов» в японской литературе.

## Биография
Родился в семье бывшего самурая, лишившегося своих привилегий после революции Мэйдзи. Его отец служил в полиции и погиб в 1877 году во время подавления Сацумского восстания. Катай в 1880 году некоторое время учился в школе в Асикаге, в феврале 1881 года был отправлен в Токио, где стал помощником продавца в книжном магазине, однако вскоре лишился места и был вынужден в 1882 году вернуться в родной дом. В эти годы увлёкся китайской поэзией. В 1890 году, однако, он вместе с братом вновь смог переехать в Токио. Здесь Катай начал изучать поэзию сначала под руководством Мацууры Тацуо, с 1891 года — у Коё Одзаки, с которым вскоре рассорился, и впоследствии у Суина Эми.
В 1896 году вступил в литературную группу «Бунгакукай», а спустя год его романтические стихотворения были опубликованы в сборнике «Лирическая поэзия». В феврале 1899 года он женился, в августе того же года умерла его мать, а в сентябре 1899 года он смог стать сотрудником «Хакубункан». К этому же времени относится его увлечение западноевропейской литературой, в первую очередь творчеством Ги де Мопассана. В 1902 году вышло первое крупное его произведение — роман «Jūemon no saigo». В 1904 году, когда началась Русско-японская война, был отправлен военным корреспондентом 2-й армии в Маньчжурию; опыт, приобретённый там, стал основой для сборника рассказов «Один солдат». В январе 1909 года развёлся с женой и начал жить с киотской гейшей по имении Иида; не оставил её и после того, как дом последней был разрушен в 1923 году в результате Киотского землетрясения. Этому периоду своей жизни он посвятил одно из своих последних произведений, роман «Сто ночей» (1927). Продолжал активно писать до перенесённого в 1928 году инсульта. Скончался в 1930 году от рака гортани в своём доме, был похоронен на кладбище Тама.
В 1904 году вышла статья Катая «Неприкрашенное изображение», в которой им, как считается, первым были сформулированы основные черты будущих натуралистических «эго-романов» («ватакуси сёсэцу»); первым же произведением подобного рода стала вышедшая спустя три года (в 1907 году) его повесть «Постель». Наиболее известными романами авторства Катая являются сконцентрированные на внутреннем мире «Жизнь» (1908), «Жена» (1908), «Семейные узы» (1910). Другие известные произведения: реалистическая повесть «Сельский учитель» (1908), антивоенный рассказ «Рядовой» (1908, в 1958 году был переведён на русский язык), исторические романы «Чудо некоего монаха» (1917) и «Минамото Еситомо» (1924), написанные под влиянием синтоистской религии.

## Публикации на русском языке
- Катай Т. Рядовой // Восточный альманах. Вып. 2. — М., 1958.